# Ахмедов, Асхаб Ахмеднабиевич
Асхаб Ахмеднабиевич Ахмедов (3 июня 2005, с. Алак, Ботлихский район, Дагестан, Россия) — российский тайбоксер. Чемпион России и мира. Кандидат в мастера спорта России.

## Карьера
Является воспитанником хасавюртовской СШОР имени Мавлета Батиров, занимается под руководством Аслана Мамедова. 23 февраля 2023 года стало известно, что Ахмедов примет участие на чемпионате России. В начале марта 2024 года в Нижнем Новгороде стал чемпионом России. 3 июня 2024 года стало известно, что Ахмедов примет участие на чемпионате мира. В начале июня 2024 года в греческом городе Патры, одолев соперников из Польши, Ирака, США и ОАЭ, впервые стал чемпионом мира.

## Личная жизнь
Родился в селе Алак Ботлихского района. Является студентом хасавюртовского Профессионально-педагогического колледжа имени Зайналабида Батырмурзаева, учится на специальности: «Сетевое и системное администрирование».

## Достижения
- Чемпионат России по тайскому боксу 2024 — ;
- Чемпионат мира по тайскому боксу 2024 — ;